# Miguel Flaño
Miguel Flaño Bezunartea (Pamplona, 19 agosto 1984) è un ex calciatore spagnolo, di ruolo difensore.
Ha un fratello gemello, Javier, anch'egli calciatore.

## Caratteristiche tecniche
Gioca come difensore centrale.

## Palmarès
- Campionato mondiale Under-16: 1

2001
- Giochi del Mediterraneo: 1

 2005